# Plan Z (programa de televisión)
Plan Z fue un programa de televisión humorístico chileno, transmitido entre 1997 y 1998 por el desaparecido Canal 2 Rock & Pop. Contenía un humor contestatario y de marcada crítica político-social, jugando también con lo surrealista en algunos de sus sketches.
Su nombre está tomado del «Plan Zeta», un supuesto plan de insurrección armada, un autogolpe, por parte del gobierno de Salvador Allende en Chile. 

## Historia
Creado por el equipo de Gato por liebre: Ángel Carcavilla, Carolina Delpiano, Rafael Gumucio, Pedro Peirano y Álvaro Díaz. En la segunda temporada, salió Delpiano y se integraron Vanessa Miller y Marco Silva. 
Plan Z surge cuando los ejecutivos de Rock & Pop Televisión piden al programa Gato por liebre una temporada para el verano de 1997. Sin embargo, el elenco prefirió ofrecer un producto distinto. 
Propusimos un programa que ni siquiera sabíamos si iba a ser de humor, sino que pensábamos que iba a ser raro, recuerda Pedro Peirano en una entrevista.
Finalmente, lo que empezaría como un experimento terminaría rompiendo esquemas como uno de los pocos programas en su tipo, en un contexto televisivo altamente conservador. Su carácter innovativo se vio
favorecido por Rock & Pop Televisión, un canal que concedía una amplia libertad en la línea editorial de sus producciones.
El programa era escrito, producido, dirigido y editado por sus integrantes, colectivamente, y se caracterizaba por contar con la improvisación y la espontaneidad como sus principales motores creativos. El limitado presupuesto con el que se contaba no mermó sus posibilidades, lográndose aprovechar todos los recursos que el canal y los creadores tenían al alcance.
Sin embargo, a poco andar de su debut, Plan Z se encontró con diversos episodios de polémica. El Consejo Nacional de Televisión aplicaría fuertes sanciones al canal por el contenido mostrado en el programa, específicamente por una parodia al expresidente Salvador Allende, y otras parodias, entre las cuales El País de Todos y Vuestros Nombres Valientes Soldados, Mapuches Millonarios, Estos locos pobres, sanciones impuestas por la exhibición de imágenes que afectaban la dignidad de las personas.
En enero de 1998, ya con ocho cargos formulados por el organismo regulador de televisión y sin alcanzar a terminar su segunda temporada, Plan Z fue cancelado por la fragmentación del equipo creativo al interior del canal.
Hoy Plan Z es un programa de culto y representa uno de los grandes aciertos de la convulsionada historia del desaparecido Canal 2 Rock & Pop. Aún después de años de su salida del aire, sus gags siguen siendo vistos a través de Internet y suman cada vez más fanáticos.
El 6 de mayo de 2011, Aplaplac.cl (la productora creada post-Canal 2 por Peirano y Díaz) subió algunos de los capítulos completos de Plan Z en buenas condiciones al sitio web de la productora.

## Estructura
El programa Plan Z consistía en sketches breves con una importante carga de crítica social y humor de corte absurdo y políticamente incorrecto. Por lo general se representaban situaciones engorrosas, ridículas o bien se presentaban parodias de situaciones reales, estereotipos ridiculizados y elementos que identificaban la idiosincrasia chilena, presentados con ironía, irreverencia y mordaz sentido del humor.
Se escribían algunos guiones mientras que otras veces se improvisaba a partir de ideas paralelas. Tanto en este proceso como en su representación, participaban todos sus integrantes, logrando una gran intensidad creativa.
A pesar del bajo presupuesto para la realización del programa, resaltaban las técnicas audiovisuales utilizadas, como tomas, acercamientos, escenografías de otros programas del canal (que incluso incluían las casas de los propios integrantes)[cita requerida], locaciones, disfraces, música y todo tipo de recursos que ayudaran a complementar las actuaciones.

## Integrantes
Plan Z estaba formado por periodistas, escritores, actores y actrices. Contando con la participación de:
- Ángel Carcavilla; periodista y publicista, actualmente dueño de Boutique Creativa Carcavilla.
- Carolina Delpiano; conductora de televisión y actriz, actualmente diseñadora gráfica y fotógrafa (Temporada 1).[5][6]
- Rafael Gumucio; crítico literario y escritor, ha realizado labores de periodismo en diversos diarios (nacionales e internacionales). También es Director del Centro de Estudios Humorísticos de la Universidad Diego Portales, columnista del semanario The Clinic y del diario Las Últimas Noticias.
- Álvaro Díaz; periodista, columnista del semanario The Clinic y productor de programas de televisión (es creador del programa infantil de TVN, 31 minutos).
- Pedro Peirano; periodista, historietista y productor de programas de televisión (es creador del programa infantil de TVN, 31 minutos).
- Vanessa Miller; actriz y conductora de televisión; pedagoga, escritora y bailarina (Temporada 2).
- Marco Silva; diseñador gráfico, creativo y guionista de contenidos para TV, Internet y Móviles. (Temporada 2).

Además, en la segunda temporada hubo participaciones especiales del cantante y conductor de televisión Luis Jara (Peaje Indómito: Pago liberado al amor), el periodista Antonio Neme Fajuri (Cosas que pasan), el actor y exdiputado Ramón Farías y el conocido inspector, ex Subcomisario de Investigaciones y escritor José Miguel Vallejo Knockaert (El no fugitivo).

## Capítulos más famosos
Entre las cápsulas más famosas de este programa, destacan Instituto Aplaplac, Amigo, Dubi y Du, Te llevo, Mal Nacidos, Asao, El abrazo de Maipú, Cabeza de Caja, entre otros. 
La parodia realizada sobre el Golpe de Estado de 1973 causó polémica en muchos sectores de la sociedad chilena, al exponer sarcásticamente, diversos puntos de vista sobre los hechos que rodearon el 11 de septiembre y el posterior paso de la dictadura a la democracia. Llamados: El País de Todos y Vuestros Nombres Valientes Soldados.

## Formulación de cargos del CNTV (1997)
Algunas cápsulas fueron causales de denuncias ante el Consejo Nacional de Televisión (CNTV), entre ellos:
- Concurso: la bandera más hermosa.[7][8] (absuelto)[9]
- Noche de libros, capítulo: La Biblia.[7] (absuelto)[9]
- Concurso: el himno más hermoso.[7] (absuelto)[9]
- Muñecas Marbie.[7] (absuelto)[9]
- Vuestros nombres valientes soldados.[7] (sancionado)[9] Caso que llegó a posicionarse a la Corte de Apelaciones.[10] El canal tuvo que pagar una multa ante el CNTV.[11]

## Influencias y legado
Con reminiscencias de los Monty Python en cuanto a su estilo humorístico y a su impacto posterior, Plan Z ha influido en la actualidad a varios programas de humor chilenos, que basan cierta parte de su estructura en la idea y concepto original del desaparecido programa de Rock & Pop Televisión, recurriendo a su género humorístico, tipología de sketches, argumentación, etc.

### YouTube

#### Gags
- "El Gay" en YouTube.
- "Instituto Aplaplac" en YouTube.
- "Mitos Urbanos" en YouTube.
- "Candidatos Independientes" en YouTube.
- "Cabeza de Caja" en YouTube.
- "Amenazas" en YouTube.
- "Vuestros Nombres Valientes Soldados" en YouTube.
- "Mal Nacidos Personas Que Dieron Su Testimonio" en YouTube.

#### Episodios
- "Episodio 1" en YouTube.

#### Presentaciones
- "Apertura 1997-1998" en YouTube.
- "Cierre de 1997 en YouTube.

### Aplaplac
- Capítulo 1 Original de Aplaplac
- Capítulo 2 Original de Aplaplac
- Capítulo 3 Original de Aplaplac
- Capítulo 4 Original de Aplaplac
- Capítulo 5 Original de Aplaplac

- Datos: Q6077418